# 史天祥
史天祥（1829年—1882年），字、号不详，直隶邯郸县（今河北省邯郸市）史东堡村人。清朝武状元。
史天祥出身贫寒，气壮力大，于武学颇有造诣。同治元年（1862年）八月甲辰，清廷特开武科恩榜。十月庚辰，史天祥中式一甲第一名进士，授一等侍卫。三年未满，因父亲病重回籍。同治三年（1864年），曾国藩曾檄其出师南京，围剿太平军。史天祥未应召，终老家乡。

## 延伸阅读
[在维基数据编辑]